# 노들강
노들강(-江)은 1970년대에 사라진, 한강이 범람할 때마다 생기던 강이다.

## 노들섬과의 관계
원래 노들섬은 한강변(강북)에 붙어 있던, 백사장이었다. 그러나, 한강이 범람할 때마다 강이 생겨 일종의 섬이 되곤 했다. 현재는 강의 가운데에 노들섬이 있다.

## 다른 이름
이 노들강은 원효로동 앞 일대(강북) 부분과 함께 용호(龍湖), 용산강(龍山江)이라고도 했다.